# Musse Pigg från musikaffären
Musse Pigg från musikaffären (engelska: The Delivery Boy) är en amerikansk animerad kortfilm med Musse Pigg från 1931.

## Handling
Musse Pigg som arbetar som springpojke besöker Mimmi Pigg som sjunger och tvättar kläder. Han stannar för att sjunga och dansar med henne.

## Om filmen
Filmen är den 29:e Musse Pigg-kortfilmen som producerades och den femte som lanserades år 1931.
En danssekvens i filmen animerades av animatören Dick Lundy.
Filmen hade svensk premiär den 18 januari 1933 på biografen London i Stockholm.
Filmens svenska premiärtitel 1933 var Musse Pigg i musikaffären. 1934 ändrades titeln till Musse Pigg från musikaffären.

## Rollista
- Walt Disney – Musse Pigg
- Marcellite Garner – Mimmi Pigg[9]